# Osvaldo Rodrigues Cabral
Osvaldo Rodrigues Cabral (Laguna, 11 de outubro de 1903 — Florianópolis, 17 de fevereiro de 1978) foi um professor universitário, historiador e político brasileiro. Foi um dos mais destacados pesquisadores da história de Santa Catarina.

## Carreira acadêmica
Formado em medicina pela Faculdade de Medicina do Rio de Janeiro em 1929.
Foi professor da Universidade Federal de Santa Catarina (UFSC) e membro do Instituto Histórico e Geográfico Brasileiro e dos Institutos Históricos e Geográficos da Bahia, Minas Gerais, Paraná, Pernambuco, Rio Grande do Sul e Santa Catarina. Foi também membro das Academias de Letras do Paraná, Piauí e Santa Catarina.

## Política
Foi deputado à Assembleia Legislativa de Santa Catarina, pela União Democrática Nacional (UDN), na 1.ª legislatura (1947 — 1951), como suplente convocado, e na 2.ª legislatura (1951 — 1955). Presidiu a Assembleia Legislativa de Santa Catarina em 1954.
Em 1951, Cabral qualificou as ideias políticas e educacionais de Antonieta de Barros, primeira negra eleita para um cargo público no Brasil, como “intriga barata de senzala”. A declaração rendeu uma resposta da parlamentar em uma crônica no jornal O Estado.

## Morte e homenagens
Foi sepultado no Cemitério do Hospital de Caridade de Florianópolis. O Museu Universitário Oswaldo Rodrigues Cabral, na UFSC, leva o seu nome.

## Obras selecionadas
- As Defesas da Ilha de Santa Catarina no Brasil-Colônia. Rio de Janeiro: Conselho Federal de Cultura, 1972.
- Nossa Senhora do Desterro. Volume 1: Notícia. Volume 2: Memória. Florianópolis: Lunardelli, 1979.
- A História da Política em Santa Catarina Durante o Império. Edição em 4 volumes, organizada por Sara Regina Poyares dos Reis. Florianópolis: Editora da UFSC, 2004.
- A Medicina Teológica e as Benzeduras: Suas raízes na história e sua persistência no folclore. Revista do Arquivo Municipal. São Paulo: Dep. de Cultura, 1958.[3]
- História de Santa Catarina. 4.a Edição. Editora Lunardelli: Florianópolis, 1994.